# Lucinda Evans
Lucinda Evans (1972) es una activista sudafricana por los derechos de las mujeres. Es conocida por haber liderado marchas a nivel nacional y fue una de las oradoras en la protesta #AmINext fuera del parlamento de Sudáfrica llamando a la acción del gobierno contra la violencia de género y el feminicidio.

## Trayectoria
Lucinda Evans nació en el Distrito Seis, pero se mudó a Lavender Hill cuando tenía cinco años. A los nueve años, decidió trabajar en el desarrollo de la comunidad. Y por lo tanto, comenzó a trabajar para el Hospital de la Cruz Roja en los primeros años de su vida. Se sabe que también realizó algunos trabajos comunitarios en KwaZulu-Natal, Eastern Cape y Beaufort West, donde desempeñó un papel fundamental en la apertura del primer servicio de ambulancia.
Anteriormente fue la presidenta del grupo del Foro Policial de la Comunidad de Mitchells Plain.

## Filantropía
En 2008, fundó una organización sin fines de lucro llamada Philisa Abafazi Bethu, que traducida de Xhosa significa curar a nuestras mujeres. Su organización sin finalidad de lucro, con sede en Lavender Hill, apoya a las mujeres que son víctimas de violencia doméstica. Comenzó a ganar reconocimiento por su trabajo en 2012 y fue cuando recibió fondos de la Fundación Mundial de la Infancia de la Reina de Suecia. En 2017, a través de su organización, ayudó a la familia del asesinado Rene Roman de 13 años, brindándoles apoyo emocional y ayudándoles a buscar a su hija. En septiembre de 2019, fue incluida en la lista de las 100 mujeres más influyentes para la BBC.

## Premios y reconocimientos
- Recientemente fue nominada para el puesto de comisionado de menores en el Cabo Occidental.[10]
- En 2016, fue honrada con el Chevalier de la Légion d'Honneur del embajador de Francia en Sudáfrica.[4]
- En 2019, fue nombrada una de las 100 mujeres de la BBC.[11][1]